# Guyans-Vennes
Guyans-Vennes és un municipi francès situat al departament del Doubs i a la regió de Borgonya - Franc Comtat. L'any 2007 tenia 680 habitants.

## Demografia

### Població
El 2007 la població de fet de Guyans-Vennes era de 680 persones. Hi havia 256 famílies de les quals 52 eren unipersonals (32 homes vivint sols i 20 dones vivint soles), 72 parelles sense fills, 108 parelles amb fills i 24 famílies monoparentals amb fills.
La població ha evolucionat segons el següent gràfic:
Habitants censats

### Habitatges
El 2007 hi havia 295 habitatges, 259 eren l'habitatge principal de la família, 18 eren segones residències i 18 estaven desocupats. 213 eren cases i 82 eren apartaments. Dels 259 habitatges principals, 181 estaven ocupats pels seus propietaris, 67 estaven llogats i ocupats pels llogaters i 11 estaven cedits a títol gratuït; 3 tenien una cambra, 10 en tenien dues, 35 en tenien tres, 48 en tenien quatre i 163 en tenien cinc o més. 226 habitatges disposaven pel capbaix d'una plaça de pàrquing. A 126 habitatges hi havia un automòbil i a 119 n'hi havia dos o més.

### Piràmide de població
La piràmide de població per edats i sexe el 2009 era:
| Homes | Edats   | Dones |
| ----- | ------- | ----- |
| 0     | 95 o +  | 0     |
| 4     | 90 a 94 | 0     |
| 4     | 85 a 89 | 4     |
| 0     | 80 a 84 | 0     |
| 12    | 75 a 79 | 24    |
| 16    | 70 a 74 | 16    |
| 8     | 65 a 69 | 16    |
| 8     | 60 a 64 | 8     |
| 12    | 55 a 59 | 20    |
| 16    | 50 a 54 | 32    |
| 20    | 45 a 49 | 8     |
| 20    | 40 a 44 | 24    |
| 24    | 35 a 39 | 12    |
| 16    | 30 a 34 | 16    |
| 28    | 25 a 29 | 16    |
| 32    | 20 a 24 | 20    |
| 16    | 15 a 19 | 36    |
| 12    | 10 a 14 | 24    |
| 20    | 5 a 9   | 12    |
| 8     | 0 a 4   | 24    |

## Economia
El 2007 la població en edat de treballar era de 428 persones, 353 eren actives i 75 eren inactives. De les 353 persones actives 339 estaven ocupades (187 homes i 152 dones) i 14 estaven aturades (4 homes i 10 dones). De les 75 persones inactives 27 estaven jubilades, 28 estaven estudiant i 20 estaven classificades com a «altres inactius».

### Ingressos
El 2009 a Guyans-Vennes hi havia 273 unitats fiscals que integraven 726,5 persones, la mediana anual d'ingressos fiscals per persona era de 19.898 €.

### Activitats econòmiques
Dels 29 establiments que hi havia el 2007, 2 eren d'empreses alimentàries, 1 d'una empresa de fabricació de material elèctric, 3 d'empreses de fabricació d'altres productes industrials, 11 d'empreses de construcció, 3 d'empreses de comerç i reparació d'automòbils, 1 d'una empresa de transport, 4 d'empreses d'hostatgeria i restauració, 1 d'una empresa immobiliària, 2 d'empreses de serveis i 1 d'una empresa classificada com a «altres activitats de serveis».
Dels 12 establiments de servei als particulars que hi havia el 2009, 1 era una funerària, 1 taller de reparació d'automòbils i de material agrícola, 1 paleta, 1 guixaire pintor, 3 fusteries, 1 lampisteria, 2 electricistes, 1 perruqueria i 1 restaurant.
Dels 3 establiments comercials que hi havia el 2009, 1 era una botiga de menys de 120 m², 1 una fleca i 1 una botiga de mobles.
L'any 2000 a Guyans-Vennes hi havia 24 explotacions agrícoles.

## Equipaments sanitaris i escolars
El 2009 hi havia 2 escoles elementals.

## Poblacions més properes
El següent diagrama mostra les poblacions més properes.